# Alexander Ratcliffe
Alexander Ratcliffe (* 1888 in Bo’ness; † 1947) war ein schottischer evangelikaler Politiker und Publizist. Er gründete 1920 die Scottish Protestant League, die in den frühen 1930er Jahren kurzzeitig in Glasgow politisch erfolgreich war. Er vertrat einen militanten und fundamentalistischen Protestantismus, radikalen Antikatholizismus und Antisemitismus. Er stellte bereits seit 1943 den nationalsozialistischen Judenmord in Frage und gilt deshalb als einer der ersten Holocaustleugner.

## Leben
Über Ratcliffes Jugend ist wenig bekannt. Er wurde in eine religiöse Familie geboren und entwickelte im Alter von etwa 18 Jahren einen militanten Protestantismus, nachdem er eine Veranstaltung des Pastors Jacob Primmer besucht hatte. Zeitweise war er Mitglied des Orange Order. Er arbeitete zunächst als Angestellter bei der Eisenbahn, stellte aber fest, dass er seinen Lebensunterhalt auch mit seinem religiösen Aktivismus als Redner, Publizist und Politiker bestreiten konnte. 1920 gründete er in Edinburgh die Scottish Protestant League (SPL). Seit 1922 arbeitete Ratcliffe als maßgeblicher Autor seiner Zeitung The Protestant Advocate bzw.  den Nachfolgeblättern Protestant Vanguard (von 1931 bis 1933 sowie von 1944 bis 1946) und Vanguard (von 1933 bis 1944 und 1947). Als Redner füllte er bei öffentlichen Auftritten die größten Säle in Glasgow und Umgebung.
1929 bewarb sich Ratcliffe als Protestantischer und Progressiver Kandidat noch erfolglos um ein politisches Mandat in Stirling und Falkirk. Nachdem er 1930 nach Glasgow gezogen war, wurde er dort 1931 für die SPL in den Stadtrat gewählt. Politisch verband er populistische Forderungen mit religiöser Propaganda und militantem Antikatholizismus. Er kritisierte aber inzwischen auch den Orange Order. Ratcliffe verfasste ein Theaterstück über Mischehen, The Trial of Fr Diamond, das bei Aufführungen Unruhen auslöste. Im Stadtrat profilierte er sich als Gegner von Korruption und der Verschwendung öffentlicher Mittel. Der politische Erfolg der SPL aber war nur von kurzer Dauer. Nachdem die  SPL noch 1933 mit 23 % ihren größten Stimmenanteil bei den Glasgower Kommunalwahlen erzielt hatte, verlor Ratcliffe 1934 nicht nur sein Mandat, sondern auch die Kontrolle über die SPL, die sich innerfraktionell zerstritt. Zwar sympathisierte er auch zeitweilig mit dem schottischen Faschismus der Scottish Democratic Fascist Party (1933). Diese strich allerdings bald darauf ihre anti-katholischen Programmpunkte und versank in der politischen Bedeutungslosigkeit.
In der Folge äußerte sich Ratcliffe immer deutlicher im Sinne eines verschwörungstheoretischen Antisemitismus. Er sympathisierte mit dem amerikanischen Ku-Klux-Klan, insbesondere mit dessen Antikatholizismus und religiösem Fundamentalismus, und gründete selbst den Knights of Kaledonia Klan, der zugleich seine Leibwächter stellte. In seiner Zeitung Vanguard veröffentlichte er antisemitische Artikel wie einen Beitrag über die „Protokolle der Weisen von Zion“. Nach einem Besuch in Deutschland 1939 wurde er zu einem öffentlichen Unterstützer Adolf Hitlers und blieb auch nach dem Ausbruch des Zweiten Weltkriegs dezidiert pro-deutsch. Er löste sich zugleich von speziell schottischen Themen und wandelte seine Organisation zur British Protestant League (BPL) um. Ratcliffe glaubte, die britische öffentliche Meinung sei von Katholiken und Juden manipuliert, und kritisierte die Rolle, die das Vereinigte Königreich bei der Pariser Friedenskonferenz 1919 gespielt habe. Auch nach dem Ende des Nationalsozialismus hielt er an seiner Unterstützung Hitlers fest und radikalisierte seinen Antisemitismus noch. Ratcliffe selbst hielt sich indes nicht für einen Antisemiten, sondern lediglich für einen „Kritiker“ des Judentums.
Ratcliffes paranoide Furcht, die britische Gesellschaft sei von Juden kontrolliert, wurde besonders deutlich in seinem antisemitischen und verschwörungstheoretischen Pamphlet The Truth about the Jews! von 1943, das von Zeitgenossen mit dem Stürmer Julius Streichers verglichen wurde. Die britischen Behörden erwogen ein Verbot, sahen aber davon ab, weil das schottische Recht keine Handhabe gegen antisemitische Publikationen bot und eine weitere antisemitische Kampagne befürchtet wurde. Ratcliffe stand in engerem Kontakt zu britischen Antisemiten wie Arnold Leese. Ratcliffes Antisemitismus war dabei nicht rassisch, sondern religiös motiviert. Im Sinne seiner Verschwörungstheorien und seiner Judenfeindschaft gehörte er zu den ersten Holocaustleugnern, indem er die bereits während des Krieges übermittelten Berichte über die nationalsozialistische Judenverfolgung als „Greuelpropaganda“ abtat. Auch nach dem Krieg bestritt er die Beweiskraft des Materials, das etwa bei den Nürnberger Prozessen vorgelegt wurde, weil Juden an den Ermittlungen beteiligt gewesen seien.

## Schriften
- An exposure of the Margaret Sinclair fiasco. Revealing how Rome traffics on the dead. Scottish Protestant League, Edinburgh 1928.
- Evolution. Hell with the lid off! Scottish Protestant League, Edinburgh [Scotland] 1928.
- “Wake Up Scotland Pamphlets.” No. 1–13. Scottish Protestant League, Edinburgh 1928.
- mit John C. Duffy: The great Duffy-Ratcliffe debate. On the Education (Scotland) Act, 1918: official verbatim report of Great St Andrew’s Hall (Glasgow) Meeting, 2nd April 1928. Scottish Protestant League, Edinburgh 1928.
- Rome, marriage and divorce! A warning against mixed marriages and an exposure of Roman Catholic hypocrisy. Scottish Protestant League, Glasgow 1929.
- The horrible lives of the Popes of Rome. 2. Auflage. Scottish Protestant League, Edinburgh 1929.
- The abominable confessional. Scottish Protestant League, Glasgow 1930.
- Was the Church of Rome the first church? A false claim refuted by Alexander Ratcliffe. Scottish Protestant League, Glasgow 1930.
- Liguori, the filthy! A daring exposure of Rome’s most immoral of theologians. Scottish Protestant League, Glasgow 1931.
- My week in gaol. Scottish Protestant League, Glasgow 1933.
- mit Archibald K. Campbell: A great debate. Should Mr Campbell be put out of the Episcopal church in Scotland? Scottish Protestant League, Glasgow 1934.
- The truth about section 18 of the Education (Scotland) Act, 1918. Scottish Protestant League, Glasgow 1936.
- The truth about religion in Germany!. Published by the Author, Edinburgh 1942.
- The truth about Jesus being a Jew! Bearsden 1943.
- The Truth about the Jews. o. V., o. O. 1943.
- Britain’s Protestant Protagonist shows how Protestants are Traitors! etc. [With a portrait.]. British Protestant League, Glasgow 1944.
- The Priest’s Immoral Questions to Women! … Third edition. Alexander Ratcliffe, Glasgow 1944.
- The Truth about democracy! An exposure. Selbstverl, Bearsden, Dunbartonshire 1944.
- mit B. L. Quinn: The Priest’s substitution for marriage. Why priests don’t wed?. Ratcliffe, [Glasgow] 1944.
- The Salvation Army! Its Jewish origin, methods and tyranny. Alexander Ratcliffe, Glasgow 1945.
- Twelve Falsehoods about the Jews! A vindication. Alexander Ratcliffe, Glasgow 1946.